# Jaime Maussan
José Jaime Maussan Flota (Ciudad de México, 31 de mayo de 1953) es un periodista, personalidad televisiva y ufólogo mexicano.
Ha promovido afirmaciones de supuestos restos extraterrestres que han resultado ser engaños.

## Biografía y carrera
Jaime Maussan vivió en la colonia Popotla, Ciudad de México. Estudió periodismo en la Universidad Nacional Autónoma de México (UNAM) y en la Universidad Miami en Ohio, Estados Unidos. Desde 1970 ha sido reportero en varios diarios y medios de radiodifusión, entre ellos El Sol de México, XEX Radio y Televisa, y trabajó en el noticiero 24 horas. Con Televisa fue corresponsal en Estados Unidos y reportero de asignación general del programa Domingo a domingo, conducido por Jacobo Zabludovsky. También produjo historias para el programa dominical.
En junio de 1990, recibió un premio Global 500 de manos de Mostafa Kamal Tolba, director ejecutivo del Programa de las Naciones Unidas para el Medio Ambiente (PNUMA). En 1991, Maussan rompió récords en la televisión mexicana junto con Nino Canún y su programa ¿Y usted que opina?, ya que transmitieron durante más de once horas y media sobre el tema de los ovnis.

## Controversias

### Nave alienígena sobre el World Trade Center
Aseguró que lo que aparecía en un video del año 2000 filmado desde un helicóptero sobre el World Trade Center era una nave alienígena, y que dicha aparición presagiaba el ataque terrorista del 2001. Sin embargo, el video resultó ser un comercial del canal de televisión Sci-Fi, creado mediante CGI.

### El «caballo volador»
En el programa nocturno Otro rollo, presentó un video donde se veía la figura de un caballo flotando sobre el cielo, afirmando que se trataba de un «caballo volador», generando incredulidad entre el público presente. Más tarde se reveló que lo que en realidad se veía en la grabación era un globo de gran tamaño que, por la forma que adoptaba debido al viento y la iluminación, daba la impresión de estar flotando como un caballo en el aire.

### Hada demoníaca
Afirmó haber descubierto un «hada demoníaca», en 2016, que se reveló como «un conglomerado de murciélagos, palos de madera, epoxi invisible y otros elementos diseñados para engañar», después de haberlo vendido por 10.000 dólares.

### Controversia por la exhibición de cadáveres momificados
En junio de 2017, Maussan participó en el análisis de cinco momias descubiertas en Perú en la región donde se encuentran las líneas de Nazca, declarado Patrimonio de la Humanidad por la Unesco. Las imágenes de estos hallazgos se transmitieron inicialmente en un documental patrocinado por Gaia, Inc. que muestra el cuerpo momificado en posición agachada de una figura humanoide con cráneo alargado y tres dedos en cada mano y pie. Snopes informó que Maussan «dirigió un evento llamado Be Witness, en el que se descubrió un cuerpo momificado, supuestamente, el de un extraterrestre. Más tarde, sin embargo, ese descubrimiento "alienígena" fue desacreditado, pues se demostró que el cadáver momificado era el de un niño humano».
Un día después, la UNAM volvió a emitir un comunicado, originalmente publicado en 2017, con relación a los estudios que el Laboratorio Nacional de Espectrometría de Masas con Aceleradores (LEMA) realizó para un particular. En dicho comunicado, la universidad nacional se deslinda de las tergiversaciones hechas al análisis realizado y nota que «la datación por carbono 14 que se lleva a cabo en el LEMA únicamente está destinada a determinar la antigüedad de la muestra que trae cada usuario y en ningún caso hacemos conclusiones sobre el origen de dichas muestras».
El 12 de septiembre de 2023, Maussan y Ricardo Quebrada presentaron dos presuntos «cadáveres extraterrestres» momificados ante el Congreso de México durante una audiencia pública sobre ovnis. Bajo juramento, declaró que los cadáveres momificados fueron encontrados en una mina de diatomeas en la ciudad de Cuzco, Perú, y se creía que tenían aproximadamente mil años. Afirmó que los científicos de la UNAM concluyeron, según sus palabras, que no son «parte de nuestra evolución terrestre» y que casi un tercio de su ADN es de «origen desconocido». Sin embargo, otros científicos consideraron a esas momias un fraude científico, incluido el ufólogo Anthony Choy.
Posteriormente, se conoció que las «momias extraterrestres» fueron armadas con restos de momias del antiguo Perú en el año 2017, con el fin de comercializarlas en el mercado negro. En su defensa, Maussan declaró para Canal N, de Perú, que una persona que obtuvo los cadáveres «pidió el anonimato» y prefirió no revelar los detalles del descubrimiento.